# Đường hầm Puebla
Đường hầm Puebla là hệ thống địa đạo nằm bên dưới thành phố Puebla của México. Đường hầm này từ lâu vốn được coi là một truyền thuyết thành thị mãi đến năm 2015 mới được phát hiện lại. Người ta tin rằng tuổi thọ của đường hầm này lên đến 500 năm rồi.
Hệ thống địa đạo này được cho là kéo dài tới hơn 10 km. Đường hầm đủ cao để một người có thể dễ dàng đi qua trên lưng ngựa. Những đoạn hầm bắt đầu ở trung tâm lịch sử ở Puebla và kết thúc tại pháo đài Loreto là nơi xảy ra trận đánh Cinco de Mayo. Giới nghiên cứu cho rằng hệ thống này có khả năng là do những người lính sử dụng trong trận chiến giải phóng México, mặc dù chúng cũng có thể được giới giáo sĩ hoặc dân gian dùng đến. Nhiều món đồ cũ và đồ cổ như đồ chơi, viên bi, phụ kiện nhà bếp, súng, thuốc súng và đạn dược đều được tìm thấy bị mắc kẹt trong bùn lầy. Hầu hết những vật dụng và vũ khí này có niên đại từ giữa thế kỷ 19, khoảng thời gian xảy ra tranh chấp trong Trận Puebla giữa México và Pháp.
Thành phố đang có kế hoạch cải tạo một phần của hệ thống này và mở cửa cho công chúng tới xem. Tính đến năm 2017, đường hầm mở cửa dành cho các chuyến tham quan từ 10 giờ–16 giờ và có giá 25 peso Mexico. Chuyến tham quan qua đường hầm bao gồm chuyến thăm kèm theo hướng dẫn viên và viện bảo tàng.